# Daniele Gaglianone
Daniele Gaglianone (Ancona, 4 novembre 1966) è un regista, sceneggiatore, direttore della fotografia e montatore italiano.

## Biografia
Nato nel 1966 ad Ancona, vive a Torino dall'età di sei anni.
Tra il 1989 e il 2000 gira vari cortometraggi di fiction e documentari. Nel 1998 lavora alla sceneggiatura di Così ridevano diretto da Gianni Amelio. Svolge attività di regista teatrale: nel 1999 con il gruppo "Il BuioFuori" produce lo spettacolo Aggrappati ad una terra rivoltata sull'abisso. 
Nel 2000 realizza il primo lungometraggio, I nostri anni, presentato al Festival di Cannes alla Quinzaine des Réalisateurs (2001). Il suo secondo film, Nemmeno il destino, viene presentato durante la 61ª Mostra internazionale d'arte cinematografica di Venezia, alle "Giornate degli autori", nel 2004. Il film riceve diversi premi nello stesso anno, tra cui: il Premio Arca Cinema Giovani come miglior film italiano a Venezia, il Premio Lino Miccichè del CSC, e un "Tiger Award" al Festival Internazionale del Film di Rotterdam.
Nel 2004-2005 pubblica il cd audio con libro Come ordini urlati in una tempesta di vento, testo di teatro sonoro ispirato a Malcolm Lowry, firmato con Massimo Miride ed Evandro Fornasier e realizzato con il gruppo "Il BuioFuori", di cui vengono eseguite anche alcune rappresentazioni teatrali. 
Nel 2008 dirige il documentario Rata nece biti (La guerra non ci sarà), presentato al 61º Festival del Film di Locarno e vincitore del Premio Speciale della Giuria al 26° Torino Film Festival. Nel 2009 il film vince anche il David di Donatello per il miglior documentario di lungometraggio. Il 20 agosto 2010 esce il suo terzo lungometraggio di fiction, Pietro presentato in concorso al Festival del film Locarno. Nel mese di luglio 2011 riceve il Cigno d'oro agli Incontri cinematografici di Stresa. Nello stesso anno esce il suo nuovo lungometraggio, Ruggine tratto dall'omonimo romanzo di Stefano Massaron in cui recitano, tra gli altri, Filippo Timi, Stefano Accorsi, Valerio Mastandrea e Valeria Solarino.
Daniele Gaglianone ha svolto e svolge attività di docenza universitaria presso il corso di laurea Ingegneria del cinema e dei mezzi di comunicazione del Politecnico di Torino.
Dal 2010, Daniele Gaglianone insegna stabilmente nel centro di formazione cinematografica Officine Mattòli a Tolentino (MC); è stato inoltre docente presso AIACE Torino.
Ha diretto Dove bisogna stare, il film-documentario, scritto con Stefano Collizzoli, prodotto da ZaLab in collaborazione con Medici senza frontiere. Dopo essere stato presentato alla 36ª edizione del Torino Film Festival, la pellicola è uscita al cinema nel gennaio 2019.

## Filmografia

### Regia
- Il frascame (1989)
- Nella solitudine del sangue (1990)
- La ferita (1991)
- Mario Soldati e il cinema (1992)
- Alla ricerca di Piero Gobetti (1992)
- Era meglio morire da piccoli (1992)
- Cichero (1993)
- La battaglia della ferrovia (1993)
- Sparare a vista sul sovversivo Agosti (1993)
- L'orecchio ferito del piccolo comandante (1994)
- Il sale della terra (1994)
- Quel fare che inventa (mentre fa) il modo di fare (1994)
- Lancia di Chivasso: una comunità operaia non rassegnata (1994)
- E finisce così (1995)
- La violenza nemica (1995)
- Cinecronache partigiane (1995)
- La carne sulle ossa (1996)
- Antonio Gramsci, gli anni torinesi (1997)
- Luoghi inagibili in attesa di ristrutturazione capitale (1997)
- Vratite se (1998)
- Un inverno invisibile (1999)
- Dopo settant'anni i ricordi non esistono più. Paolo Gobetti racconta (1999)
- Tutti mi chiedono da dove vengo - Nessuno vuol sapere chi sono (1999)
- Spazzacamini e altri mestieri (2000)
- Guarda un po' che fiume (2000)
- I nostri anni (2000)
- Nemmeno il destino (2004)
- Rata nece biti (La guerra non ci sarà) (2009)
- Pietro (2010)
- Ruggine (2011)
- La mia classe (2013)
- Là Suta (2014)
- Qui (2014)
- Dove bisogna stare (2018)
- Il tempo rimasto (2021)
- Se fate i bravi (2022)
- Come scintille nel buio (2022)

### Collaborazioni
- Così ridevano, regia di Gianni Amelio (collaborazione alla sceneggiatura, 1998)